# Karl Andrassy de Szent Király
Karl Andrassy de Szent Király (* 1723 in Rosenau, Komitat Görmör; † 1782) war ein kaiserlicher Generalmajor.

## Leben
Karl Andrassy de Szent Király stammte aus dem damals zu Ungarn gehörenden Teil der Slowakei, dem sogenannten Oberungarn. Ab 1743 war er Oberleutnant des Husarenregiments „Graf Nádasdy“, in dem er 1749 zum Rittmeister und 1754 zum Oberstleutnant befördert wurde. Er kämpfte mit seinem Regiment im Siebenjährigen Krieg und zeichnete sich in den Schlachten  bei  Kolin, Leuthen und Breslau besonders aus. Dafür wurde er bereits  1758 zum Oberst befördert und erhielt das Kommando über sein Regiment. Diese führte er im Gefecht bei Liebau und der Kunersdorf am 21. Mai 1759 erfolgreich an. Ebenfalls stand er im Juni des nächsten Jahres in der bei Landeshut in der Front seiner Truppe. Durch den Sieg der Österreicher gelang es, den preußischen General Heinrich August de la Motte Fouqué, gefangen zu nehmen. Andrassy, an der Spitze seines Regimentes, sprengte ein feindliches Karree auseinander, eroberte eine Standarte, dazu zwei Kanonen und brachte etwa 500 Gefangene ein.
Auch in der Schlacht bei Burkersdorf führte Andrassy 1761 das Regiment, das hier starke Verluste erlitt. 1762 wurde er dann zum wirklichen Oberst ernannt und zeichnete sich nochmals am 16. August 1763 in der Schlacht bei Reichenbach aus. Im Jahre 1766 erfolgte seine Beförderung zum Generalmajor. Wegen seiner Verdienste wurde er und seine Nachkommen am 17. Dezember 1779 in den Grafenstand erhoben.

## Familie
Andrassy heiratete 1759 die Gräfin Mária Rebeka Nádasdy von Nádasd und Fogarasföld (* 9. Juli 1728; † 7. Juni 1795). Das Paar hatte mehrere Kinder:
- Karl († 21. Februar 1832) ⚭ 1791 Gräfin Seraphina Batthyány von Németújvár (* 9. November 1769; † 5. September 1839)
- Leopold (* 3. Juni 1767; † 14. Oktober 1824), 5 illegitime Töchter mit Anna Barvulszky
- Rosalie ⚭ János Balogh
- Julianna (* 1769; † 10. Januar 1805)⚭  1787 Graf János Pongrácz de Szentmiklós et Óvár (* 2. Juni 1763; † 31. Januar 1845)
- József (* Oktober 1762; † 1834) ⚭ 1790 Gräfin Walburga Csáky de Köröszeg and Adorján (* 3. März 1770; † 1797)
- Amália († 27. März 1803) ⚭ Graf Miklós Andrássy de Csíkszentkirály et Krasznahorka (* 1741; † 30. April 1788)